# 1987 у Миколаєві
| Роки в Миколаєві ← • 1901 • 1902 • 1903 • 1904 • 1905 • 1906 • 1907 • 1908 • 1909 • 1910 • 1911 • 1912 • 1913 • 1914 • 1915 • 1916 • 1917 • 1918 • 1919 • 1920 • 1921 • 1922 • 1923 • 1924 • 1925 • 1926 • 1927 • 1928 • 1929 • 1930 • 1931 • 1932 • 1933 • 1934 • 1935 • 1936 • 1937 • 1938 • 1939 • 1940 • 1941 • 1942 • 1943 • 1944 • 1945 • 1946 • 1947 • 1948 • 1949 • 1950 • 1951 • 1952 • 1953 • 1954 • 1955 • 1956 • 1957 • 1958 • 1959 • 1960 • 1961 • 1962 • 1963 • 1964 • 1965 • 1966 • 1967 • 1968 • 1969 • 1970 • 1971 • 1972 • 1973 • 1974 • 1975 • 1976 • 1977 • 1978 • 1979 • 1980 • 1981 • 1982 • 1983 • 1984 • 1985 • 1986 • 1987 • 1988 • 1989 • 1990 • 1991 • 1992 • 1993 • 1994 • 1995 • 1996 • 1997 • 1998 • 1999 • 2000 • → |

1987 у Миколаєві — список важливих подій, що відбулись у 1987 році в Миколаєві. Також подано перелік відомих осіб, пов'язаних з містом, що народились або померли цього року, отримали почесні звання від міста.

## Події

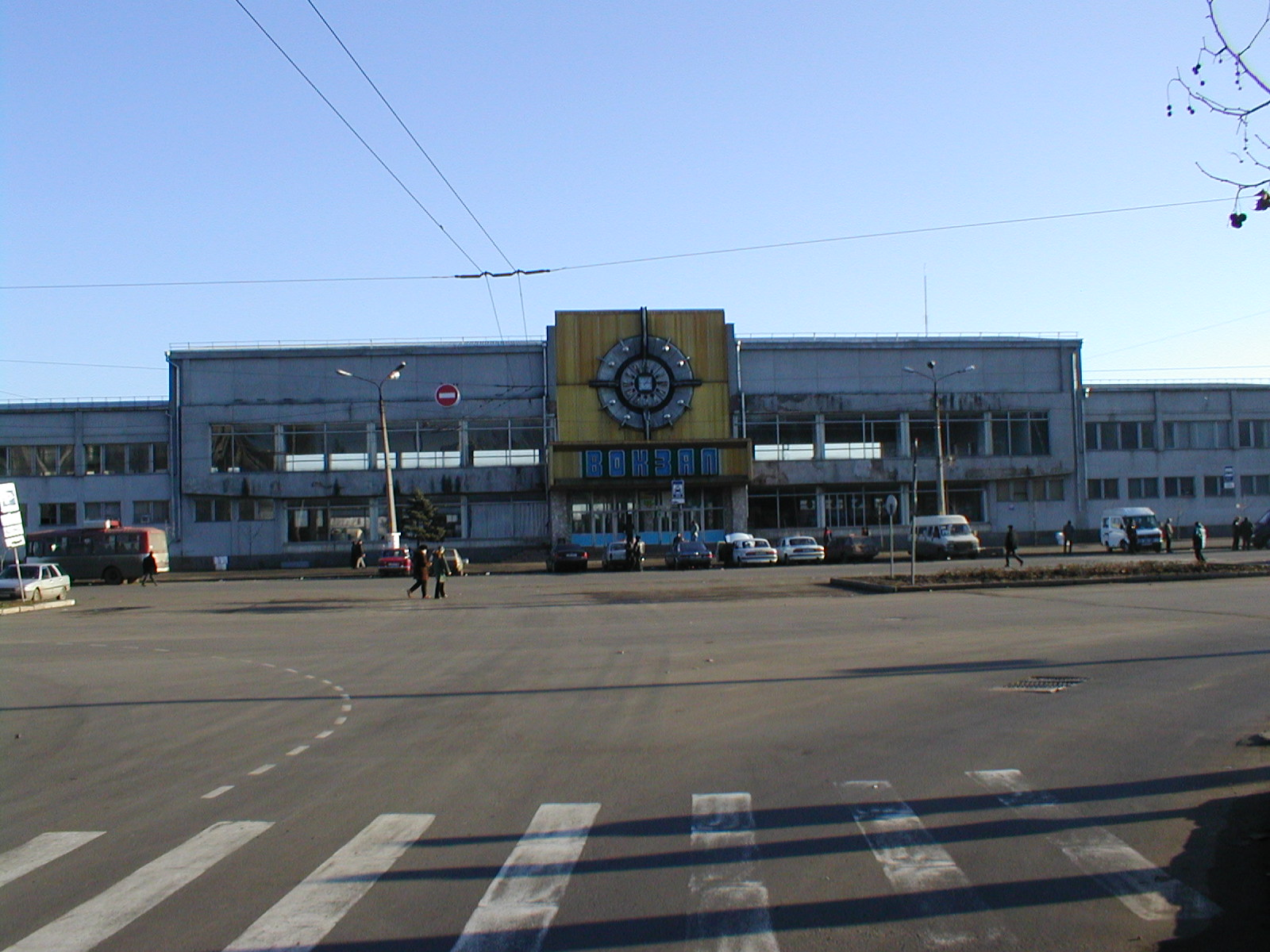
Залізничний вокзал «Миколаїв»

- Збудовано будівлю нового залізничного вокзалу на станції «Миколаїв-Сортувальний», після чого вона отримала сучасну назву станція «Миколаїв».
- З 4 по 21 червня у місті проходив чемпіонат УРСР із шахів, перемогу на якому здобув Віктор Москаленко з Одеси.
- Рішенням виконкому Миколаївської обласної Ради депутатів трудящих від 24 лютого село Матвіївка Матвіївської сільради Центрального району міста Миколаєва віднесено до категорії селищ міського типу, а селищну Раду найменовано Матвіївською.
- 11 листопада великий протичовновий корабель «Миколаїв», спущений на воду у 1969 році на суднобудівному заводі імені 61-го комунара, після зіткнення в Японському морі з ВПК «Строгий» у липні 1986 року був поставлений на капітальний ремонт в Миколаєві, який після розпаду СРСР так і не закінчився. 29 жовтня 1992 року ВПК «Ніколаєв» був виключений зі складу ВМФ, 31 грудня того ж року розформований і 10 серпня 1994 року відправлений на буксирі в Індію для розділки на метал.

## Особи

### Очільники
- Голова виконавчого комітету Миколаївської міської ради — Олександр Молчанов.
- Володимир Матвєєв змінив Миколу Бобирєва на посаді 1-го секретаря Миколаївського міськкому КПУ.

### Почесні громадяни
- У 1987 році звання Почесного громадянина Миколаєва не присвоювалось.

### Народились
- Хомрова Олена Миколаївна (нар. 16 травня 1987, Миколаїв) — українська фехтувальниця (шабля), олімпійська чемпіонка 2008 року в командній першості, чемпіонка Європи та чемпіонка світу 2009 року у командній першості, заслужений майстер спорту, депутат Миколаївської обласної ради.
- Рукавиця Микита Вадимович (нар. 22 червня 1987, Миколаїв) — австралійський футболіст українського походження, нападник та вінгер. Учасник чемпіонату світу 2010.
- Назаренко Дмитро Миколайович (нар. 14 вересня 1987) — український футболіст та тререр, захисник. Провів 43 матчі за МФК «Миколаїв» та 3 матчі за «Миколаїв-2», завершив кар'єру футболіста в Миколаєві, після чого залишився там працювати тренером.
- Кашапов Артур Маратович (19 жовтня 1987 — 14 травня 2015, Миколаїв) — майор Збройних сил України, заступник командира батальйону 79-ї окремої аеромобільної бригади ЗС України.
- Лізгунова Ольга В'ячеславівна (нар. 18 березня 1987, Миколаїв) — українська співачка, солістка трьох музичних гуртів: «Пающіє труси», «Скрябін» та «LIZ GUN». З 2021 року відома за ім'ям Ольга Ернст, під яким почала сольну кар'єру.
- Грек Сергій Анатолійович (22 жовтня 1987, Хабаровськ — 4 серпня 2014, Мар'їнка) — солдат патрульної служби міліції особливого призначення батальйону «Азов». З 2010 року 3 роки проживав в Миколаєві, куди був змушений переїхати через політичні переслідування з боку спецслужб РФ. Учасник миколаївського руху ультрас. Брав активну участь в Революції гідності як у Києві, так і в Миколаєві.
- Батенко Олександр Іванович (нар. 6 грудня 1987, Миколаїв — пом. 26 лютого 2015, Водяне) — солдат Збройних сил України. Один із «кіборгів». Кавалер ордена «За мужність» III ступеня.
- Дубовик Анатолій Олександрович (нар. 23 червня 1987, Велика Корениха — пом. 25 червня 2015, Маріуполь) — солдат Збройних сил України. Загинув під час російсько-української війни. Кавалер ордена «За мужність» III ступеня.
- Міланич Володимир Олександрович (нар. 22 травня 1987) — український футбольний арбітр. Випускник Миколаївського національного аграрного університету та Національного університету кораблебудування імені адмірала Макарова.
- Демидова Ганна Валентинівна (нар. 1987, Миколаїв) — українська легкоатлетка, рекордсменка України, олімпійка, майстер спорту України міжнародного класу, багаторазова чемпіонка та призерка Чемпіонатів та Кубків України, міжнародних змагань з легкої атлетики.
- Войтенко Ольга Михайлівна (нар. 9 листопада 1987) — українська письменниця та сценаристка. Випускниця Миколаївського державного вищого училища культури.
- Міляєв Костянтин Сергійович (нар. 23 жовтня 1987, Новокузнецьк, Російська СРСР) — український стрибун у воду. Міляєв представляв Україну на літніх Олімпійських іграх 2008 року в Пекіні, де він брав участь у змаганнях на платформі для чоловіків. Тренувався у Миколаєві.

### Померли
- Ведніков Василь Спиридонович (нар. 23 грудня 1918, Лебедин — пом. 24 вересня 1987, Миколаїв) — український радянський державний, партійний і політичний діяч. Депутат Верховної Ради Української РСР 6-го скликання. Кандидат у члени ЦК КПУ в 1961—1966 р. Голова Миколаївського облвиконкому.
- Цибань Микола Григорович (19 грудня 1915, місто Миколаїв — 21 квітня 1987, місто Миколаїв) — український радянський діяч, директор Південного турбінного заводу (наукового виробничого об'єднання «Зоря») у місті Миколаєві. Герой Соціалістичної Праці (25.07.1966). Кандидат у члени ЦК КПУ (1966—1971). Член ЦК КПУ (1971—1981).
- Восковський Володимир Іванович (нар. 22 червня 1910, Миколаїв, Російська імперія — пом. 19 вересня 1987, Миколаїв, СРСР) — радянський тренер дитячих та юнацьких футбольних команд.
- Скуратовський Василь Павлович (25 травня 1925, Скурати — 22 вересня 1987, Київ) — український радянський архітектор. З 1952 по 1968 рік — головний архітектор проектів Миколаївського обласного відділу в справах будівництв і архітектури, з 1954 по 1968 рік — головний архітектор Миколаївської області. Один з авторів генерального плану міст Миколаєва (1967).